# Jauntal
Jauntal är en dal i Österrike.   Den ligger i förbundslandet Kärnten, i den sydöstra delen av landet, 220 km sydväst om huvudstaden Wien.
I omgivningarna runt Jauntal växer i huvudsak blandskog. Runt Jauntal är det ganska glesbefolkat, med 42 invånare per kvadratkilometer.